# Driv3r
Driv3r (auch Driver 3) ist der dritte Teil der Driver-Serie und erschien im Juni 2004 für PlayStation 2 und Xbox und im März 2005 auch für Windows. Des Weiteren erschien wieder eine Version für den Game Boy Advance. Laut Publisher Atari (ehemals Infogrames) soll die Entwicklung 30 Millionen Dollar gekostet haben.
Das Grundkonzept der vorangegangenen Teile wurde auch in Driv3r beibehalten, sodass sich das Spiel wieder in die drei Modi Undercover-Modus, Freie Fahrt und Fahrspiele gliedert. Ebenfalls gleich geblieben ist die Spielwelt in Form von Großstädten sowie der Hauptcharakter John Tanner.

## Handlung
Istanbul, Türkei: Eine Straßenschlacht zwischen Gangstern und der Polizei ist im Gange. Im Kugelhagel fallen auf beiden Seiten Leute, unter ihnen auch Tanner. Er wird daraufhin ins Krankenhaus gebracht und nach Anschluss ans Herzfrequenzgerät ist nur noch die Nulllinie zu sehen.
Sechs Monate früher, Miami, USA: Tanners und Tobias Jones’ Polizeialltag wird jäh unterbrochen, als eine Geiselnahme zu einem spektakulären Polizeieinsatz wird, der in einer Verfolgungsjagd endet. Der gefasste Verbrecher Baccus entpuppt sich als Fahrer der lokalen Gang South Beach, die offensichtlich einen großen Plan ausgearbeitet hat. Tanner gelingt es, undercover als Fahrer in die Gang einzusteigen. Er erfährt, dass 40 der teuersten Wagen der Welt an einen internationalen Käufer geliefert werden sollen. Kopf der Gang ist Calita, die von Lomaz und Gator unterstützt wird. Nachdem Letzterer jedoch in der Vergangenheit versucht hatte, Calita zu betrügen, wird Tanner angesetzt, Gators Yacht in die Luft zu sprengen. Gator lässt sich nicht einschüchtern und händigt Informationen über South Beach der Polizei aus, woraufhin Calita die Order erteilt, ihn umzubringen. Lomaz und Tanner tun, was von ihnen verlangt wird. Sie spüren Gator im Hafen von Miami auf und erschießen ihn.
Die Wagen gehen an die Côte d’Azur. Tanner reist mit Calitas Gang nach Nizza. Dort angekommen, sucht Tanner die Zusammenarbeit mit Kollegen der französischen Polizei, Henri Vauban und Didier Dubois. Diese wollen die eintreffende Wagenladung sicherstellen, Tanner jedoch ist an den Hintermännern interessiert. Dubois dringt in Calitas Versteck ein, versucht, einen Peilsender an einem Auto anzubringen, wird jedoch von einer Überwachungskamera ertappt und von den Gangstern gefangen genommen. Offensichtlich droht, Tanners Tarnung aufzufliegen, denn Calitas Leute unterziehen ihn einem Loyalitätstest, indem sie von ihm verlangen, Dubois zu erschießen: Die Waffe erweist sich im Nachhinein als ungeladen, Tanner hatte jedoch zuvor berechnend abgedrückt. Im Clinch mit einer örtlichen Verbrecherorganisation handelt sich Tanner weitere Probleme ein, bis schließlich Vauban verlangt, Dubois aus Calitas Fängen zu befreien. Dies gelingt in einer spektakulären Befreiungsaktion mit anschließender Verfolgungsjagd, in einem Versteck werden Tanner und Dubois jedoch von Calita entdeckt. An ihrer Seite ist Jericho, dem Tanner schon in Driver 2 begegnet war und der ihn nun wiedererkennt. Dubois wird mit Tanners Waffe erschossen, diesem gelingt jedoch die Flucht.
Calitas Team reist weiter nach Istanbul. Hier soll die Übergabe der Wagen und die Bezahlung erfolgen. Tanner folgt gemeinsam mit Jones in die türkische Metropole. Auch Vauban folgt den beiden und versucht zusammen mit der türkischen Polizei, Tanner festzunehmen. Sie glauben, er hätte Dubois in Frankreich umgebracht. Tanner flüchtet mit Jones aus der Polizeizentrale und taucht unter. Von Gator, der den Anschlag in Miami überlebt hat, erhalten sie nützliche Informationen über einen gewissen Bagman, einem Geldkurier der Russen. Über einen lokalen Waffenhändler gelingt es Tanner schließlich, an Lomaz und dann auch an Calita heranzukommen. Tanner liefert sie der Polizei aus und kann seine Unschuld am Tod Dubois’ beweisen. Die Lieferung der Wagen an die Russen ist unterdessen bereits vonstattengegangen, lediglich die Bezahlung steht noch aus. Von Calita erhalten Tanner und Jones den Hinweis, wo der Deal stattfinden soll. Am Übergabeort treffen Jericho und der Bagman aufeinander, die anders abläuft als geplant. Jericho tötet den Bagman und flieht mit dem Geld. Tanner nimmt die Verfolgung auf und es kommt schlussendlich zur finalen Straßenschlacht. Tanner gelingt es, Jericho zu verletzen, wendet sich dann ab, was sich jedoch als fataler Fehler erweist. Jericho greift nach seiner Pistole und schießt auf Tanner. Beide werden ins Krankenhaus gebracht, wobei Tanners Lebenszeichen schwinden. Das Spiel endet mit dem Versuch der Ärzte, mittels Defibrillator einen der beiden zu reanimieren. Ob es gelingt und wer von beiden wiederbelebt wird, ist nicht ersichtlich.

## Spielprinzip

### Allgemein
Da das Spiel im Unterschied zu den Vorgängern für die darauffolgende Konsolengeneration entwickelt worden ist, sind die Unterschiede zu einem großen Teil in der Technik zu finden. Zwar gibt es in Driv3r nicht mehr vier, sondern drei Großstädte, doch der Detailgrad der Ausarbeitung ist weitaus höher als bisher. So finden sich nun Seitenstraßen, verwinkelte Gassen und eine generell abwechslungsreichere Topografie im Spiel. Auch die Autos sind detaillierter gestaltet und besitzen ein differenzierteres Schadensmodell als bisher. Der Undercover-Modus bietet zwar wieder eine durchgängige Geschichte, erzählt durch vorgerenderte Zwischensequenzen und mit 25 zu absolvierenden Missionen, die zu meist nicht mehr unter Zeitdruck zu absolvieren sind. Gänzlich neu in Driv3r ist der Einsatz von Waffen. Im Unterschied zu den ersten beiden Teilen, kann Tanner nun nicht nur das Auto verlassen, sondern auch Gebrauch von Pistolen, Gewehren und Granatwerfern machen. Bestand bisher sowohl im Undercover-Modus als auch im Modus Freie Fahrt das Gameplay lediglich aus Fahren, so beträgt der Zu-Fuß-Anteil in der Story von Driv3r laut Entwickler ein knappes Drittel.

### Fahrzeuge
Der Fuhrpark im Spiel wurde erhöht und umfasst nun 70 unterschiedliche Fahrzeuge, erstmals auch Motorräder und Boote. Des Weiteren kann die Spielfigur nun auch schwimmen.
Die Konzeptänderung (Waffeneinsatz und weitere Fortbewegungsmittel) ist unter anderem auf den Erfolg der Spieleserie Grand Theft Auto zurückzuführen, welche ein ähnliches Gameplay verwendet.

### Städte
Die Spielumgebung von Driv3r besteht aus den drei Metropolen Miami, Nizza und Istanbul. Alle verfügen über einen deutlich höheren Detailgrad als bisher und können nicht nur mit dem Auto, sondern auch zu Fuß, schwimmend und per Boot erkundet werden. Aufgrund der Größe der Städte, ist es möglich, jeweils sieben verschiedene Startpunkte im Modus Freie Fahrt auszuwählen, vier zu Land, drei zu Wasser. Die Städte werden durch den Fortschritt in der Story freigeschaltet. Istanbul lässt sich auch per Cheat-Code betreten (siehe dazu den Punkt "Entwicklung").

## Entwicklungsgeschichte

### Entwicklung
Die Entwicklungszeit für das Spiel, an dem bis zu 80 Personen beteiligt waren, betrug mehr als drei Jahre. Insgesamt wurden 90.000 Bilder von den modellierten Städten gemacht, 70 Wagen und ca. 250 km Straßen modelliert. Zusätzlich wurde der Kurzfilm Run to the Gauntlet gedreht. Der Kurzfilm beschreibt die Abholung einer der 40 Sportwagen, was wiederum in einer Verfolgungsjagd endet. Der Dreh des Films war laut Martin Edmondson genauso aufwändig wie das Spiel selbst. Der Film ist auf der Bonus-DVD von Driv3r erhältlich.
Es wurden bei der Entwicklung des Spiels (auf der PS2) Cheats eingebaut. Diese aus Tastenkombinationen resultierenden Änderungen im Spiel erlauben dem Spieler in Driv3r, die folgenden Attribute anzupassen: alle Missionen freischalten, alle Waffen freischalten, Munition ist ab sofort unbegrenzt, Modus "unbesiegbar" (im Spielbereich "freie Fahrt"), Immunität (keine Polizeiverfolgungen), alle Fahrzeuge sind als Startwagen wählbar und zusätzlich kann das Spiel um die Stadt Istanbul erweitert werden.

### Ton und Synchronisation
Für das Spiel wurde nicht nur ein eigener Soundtrack komponiert, sondern auch Songs von namhaften Künstlern verwendet. Der Soundtrack von Driv3r erschien 2004 als CD. Darauf fanden sich unter anderem Songs von The Stooges, The Raveonettes, Syntax, Phantom Planet oder von The Bellrays. Kommentiert wurde der Soundtrack von Iggy Pop.
In der englischsprachigen Originalversion wurden erstmals auch bekannte Sprecher für die Hauptfiguren des Spieles verpflichtet.
| Rolle           | englischer Sprecher | deutscher Sprecher |
| --------------- | ------------------- | ------------------ |
| John Tanner     | Michael Madsen      | Pierre Semmler     |
| Tobias Jones    | Ving Rhames         | Werner Kolk        |
| Charles Jericho | Mickey Rourke       | Jörg Schnass       |
| Calita          | Michelle Rodríguez  | Andrea Schieffer   |
| Baccus          | Iggy Pop            |                    |
| Vauban          | Stephane Cornicard  |                    |
| Dubois          | Jake Canuso         |                    |
| Fabienne        | Sirine Saba         |                    |
| Gator           | Quarie Marshall     |                    |
| Lomaz           | Eluid Porras        | Florian Schneider  |

## Rezeption
Laut dem Reviewaggregator Metacritic erhielt das Spiel gemischte bis negative Kritiken, wobei die PC-Fassung mit einem Metascore von 40 deutlich hinter den Versionen für PlayStation 2 und Xbox liegt. Dem Onlinemagazin 4Players zufolge habe man trotz des Zeitraums von 10 Monaten, den die PC-Version später erschien, ein schlechteres Spiel als auf den Konsolen abgeliefert.

„Überambitionierte Mischung aus Renn- und Ballerspiel mit fürchterlicher Steuerung.“